# Подгорное (Воронеж)
Подго́рное (ренее известно также как Нидерберг) — микрорайон Коминтерновского района города Воронежа; упразднённое село, вошедшее в городскую черту в 2011 году

## География
Возле Подгорного находится озеро Круглое (Подгорное). К бывшему селу примыкают административные границы Рамонского и Семилукского муниципальных районов.

## История
Село Подгорное возникло в конце XVI века при озере Подгорном (ныне озеро Круглое), старице Дона. В «Дозорной книге» 1615 года числилось в этом селе 2 казачьих двора и 18 бобыльских. В 1650 году здесь сооружена церковь Николая Чудотворца, а в 1768 году была освящена Тихоновская церковь.
Во время Великой Отечественной войны на территории села происходили ожесточенные бои. Населенный пункт несколько раз переходил из рук в руки. Об этих боях напоминает 2 братских захоронения воинов, погибших на этой земле.
В марте 2011 года село официально стало микрорайоном Коминтерновского района города Воронеж.

### Улицы микрорайона
- Улица Минёров.
- Улица Художника Пономарёва.
- Улица Художника Лихачёва[6]: в честь М. И. Лихачёва.
- Улица Скляева.
- Улица Архитектора Быховского.
- Улица 65 лет Победы.
- Октябрьский переулок.
- Камышовый переулок.
- Улица Площадь Советов.
- Княжеская улица.
- Дачный переулок.
- Улица Маршала Василевского.
- Улица Головина.
- Улица Троепольского.
- Улица Апраксина.
- Улица Криворучко.
- Улица Братьев Мариных.
- Улица Новый Посёлок.
- Переулок Свободы.
- Улица 5-й Танковой Армии.
- Улица Генерала Ефремова.
- Переулок Космонавтов.
- Переулок Осинки (на карте: 4 раза).
- Ёлочный переулок.
- Переулок Калинина.
- Церковная улица.
- Улица Маршала Катукова (на карте: 4 раза).
- Улица Академика Королёва.
- Переулок Гагарина.
- Зелёный переулок.
- Улица Десантников.
- Колодезный переулок.
- Полынный переулок.
- Переулок Пугачёва.
- Студёный переулок.
- Александровский переулок.
- Заветный переулок.
- Пейзажный переулок.
- Закатный переулок.
- Загорский переулок.
- Улица Олифиренко.
- Любимая улица.
- Танковая улица.
- Весёлая улица.
- Улица Серафима Саровского.
- Гжельская улица.
- Улица Историка Костомарова.
- Улица Краеведа Зверева.
- Улица Композитора Ставонина.
- Фрегатная улица.
- Архитектурная улица.
- Улица Славы Алексеева.
- Очаковская улица.
- Улица Фёдора Сушкова.
- Покровская улица.
- Улица Академика Басова.
- Улица Маршала Голикова.
- Улица Независимости.
- Улица Терешковой.
- Улица 1 Мая.
- Строительная улица.
- Дружеская улица.
- Дроздовый переулок (на карте: 4 раза).
- Осетровский переулок (на карте: 3 раза).
- Улица Дмитрия Горина.
- Прохоровский переулок.
- Улица Поэта Прасолова.
- Полковой переулок.
- Чудесная улица.

Также:
- Берёзовая роща,
- Подгоренский сквер,
- Центральный сквер,
- Сквер Миролюбия,
- Сквер имени Ефремова;
- Аллея Памяти,
- Парк Лист.

Коттеджные посёлки:
- «Северная Гардарика»,
- «Панорама».

## Население
Население — 9285 человек (перепись 2010 года).

## Известные уроженцы, жители
- Геннадий Петрович Турмов (28 августа 1941, Подгорное — 11 ноября 2020, Владивосток) — советский и российский судостроитель, краевед, педагог и общественный деятель. Доктор технических наук, профессор. Ректор Дальневосточного государственного технического университета (1992—2007), его президент (2007—2010). Заслуженный деятель науки и техники Российской Федерации (1994). Лауреат премии Президента Российской Федерации (2000). Почётный гражданин Владивостока.
- Михаил Иванович Лихачёв (1919—1997) — советский и российский художник-живописец, Заслуженный деятель искусств РСФСР (1958); Народный художник РСФСР (1981). В честь него названа улица в микрорайоне.